# Parti de l'indépendance, de la démocratie et de la solidarité
Le Parti de l'indépendance, de la démocratie et de la solidarité (PIDS) est un parti politique malien, créé le 2 septembre 2001 par une partie des militants de l’Union soudanaise-Rassemblement démocratique africain (US-RDA).
En 2002, le PIDS rejoint la coalition Espoir 2002 formé notamment par le Rassemblement pour le Mali (RPM), le Congrès national d’initiative démocratique (Cnid), le Mouvement patriotique pour le renouveau (MPR).
Le parti est présidé par Daba Diawara qui a été son candidat pour l’élection présidentielle de 2002 (1,1 % des voix au premier tour). En 2007, membre de l’Alliance pour la démocratie et le progrès, il a soutenu la candidature d’Amadou Toumani Touré à l’élection présidentielle.

## Résultats électoraux
| Année | Élection                           | Scores et observations                                                                  |
| 2002  | Élection présidentielle            | 1er tour : Daba Diawara (1,1 % des voix) 2nd tour : Soutien Amadou Toumani Touré        |
| 2002  | Élections législatives             | 1 député (sur 147)                                                                      |
| 2004  | Élections communales               | 1 maire (sur 703), 32 conseillers communaux                                             |
| 2007  | Élection des conseillers nationaux | Aucun élu                                                                               |
| 2007  | Élection présidentielle            | Membre de l’Alliance pour la démocratie et le progrès qui soutient Amadou Toumani Touré |
| 2007  | Élections législatives             | Aucun élu                                                                               |
| 2009  | Élections communales               | 93 conseillers                                                                          |